# Reserva Natural de Kesknõmme
A Reserva Natural de Kesknõmme é uma reserva natural localizada no Condado de Saare, na Estónia.
A área da reserva natural é de 481 hectares.
A história da área protegida remonta ao ano de 1959. Em 1965 as fronteiras da área foram alargadas.